# Kamienica przy Rynku 11 w Tarnowskich Górach
Kamienica przy Rynku 11 w Tarnowskich Górach – nieistniejąca klasycystyczna kamienica, która znajdowała się przy północnej pierzei rynku w Tarnowskich Górach.
Budynek przez wiele lat pozostawał własnością rodziny Fryschtatzkich. Sprzedany w 1839 roku, w latach 1839–1861 był siedzibą Królewskiego Górnośląskiego Urzędu Górniczego, w latach 1861–1908 Królewskiej Inspekcji Górniczej oraz zarządu kopalni „Fryderyk”, a w latach 1908–1945 plebanii parafii ewangelicko-augsburskiej. Obiekt rozebrano ok. 1974 roku. W jego miejscu oddano do użytku w 2000 roku nowoczesny budynek mieszkalno-usługowy.

## Historia
Nie jest znana dokładna data wzniesienia domu. Wiadomo, że jego właścicielem do 1740 roku był ewangelik, Daniel Fryschtatzki. W 1746 roku kamienica na rogu rynku i obecnej ul. Strzeleckiej pojawiła się w spisie budynków, które spłonęły w pożarze miasta. Miała wówczas wartość 600 talarów, a jako jej właściciele figurują „spadkobiercy Fryschtatzkiego”. Według kolejnego katastru, z 1765 roku, budynek miał wartość 764 talarów i należał do przedsiębiorcy Paula Fryschtatzkiego, który był udziałowcem m.in. kopalni w Stolarzowicach. Kolejnymi właścicielami była córka Paula, Johanna, i jej mąż, pochodzący z Głogówka lekarz, Franz Kurtz.
W 1839 roku dom został zakupiony przez Królewski Górnośląski Urząd Górniczy. Wkrótce pojawiły się plany budowy w jego miejscu nowego, okazałego gmachu tej instytucji. W projekcie wykonanym przez architekta Adolfa Breslaua zakładano wybudowanie od południa szerokiej, 35-metrowej neoklasycystycznej fasady zamykającej wylot ul. Strzeleckiej. Na parterze swoją siedzibę miał znaleźć sąd górniczy, od strony północnej budynek miał z kolei mieć dwa skrzydła – we wschodnim miała mieścić się stajnia i wozownia, a w zachodnim służbowe mieszkanie dyrektora. Plany te nie zostały nigdy zrealizowane. Prawdopodobnie jednak w tym okresie kamienicę wyremontowano.
W 1861 roku Królewski Górnośląski Urząd Górniczy zlikwidowano, a w jego miejsce powołano Królewską Inspekcję Górniczą. W tym samym roku budynek stał się również siedzibą zarządu królewskiej kopalni „Fryderyk”. Jego część przeznaczono na mieszkania, w których zamieszkiwali m.in. radcy górniczy i dyrektorzy kopalni Karl Nehler i Hugo Koch. W 1908 roku budynek został przejęty przez tarnogórską parafię ewangelicką, która urządziła w nim swoją plebanię. Funkcjonowała ona w tym miejscu aż do końca II wojny światowej w 1945 roku.
Po wojnie w budynku przez pewien czas działała spółdzielnia spożywców. Ze względu na zły stan techniczny około 1974 roku kamienicę rozebrano. Opracowane w 1993 roku studium konserwatorskie przewidywało wybudowanie w jej miejscu dwukondygnacyjnego domu, kalenicą zwróconego w stronę rynku, a więc podobnego do wyburzonego obiektu. W latach 1998–1999 na pozostałym po kamienicy pustym miejscu wybudowano jednak budzący kontrowersje, niedostosowany do otoczenia wielkością oraz formą architektoniczną wielokondygnacyjny budynek mieszkalno-usługowy według projektu Wojciecha Madurowicza. Oddano go do użytku w 2000 roku.

## Architektura
Kamienica była klasycystycznym dwukondygnacyjnym budynkiem krytym dwuspadowym dachem, o sześcioosiowej elewacji. Przylegały do niego rozbudowane oficyny: piętrowa od strony zachodniej i parterowa od strony wschodniej.

## Galeria

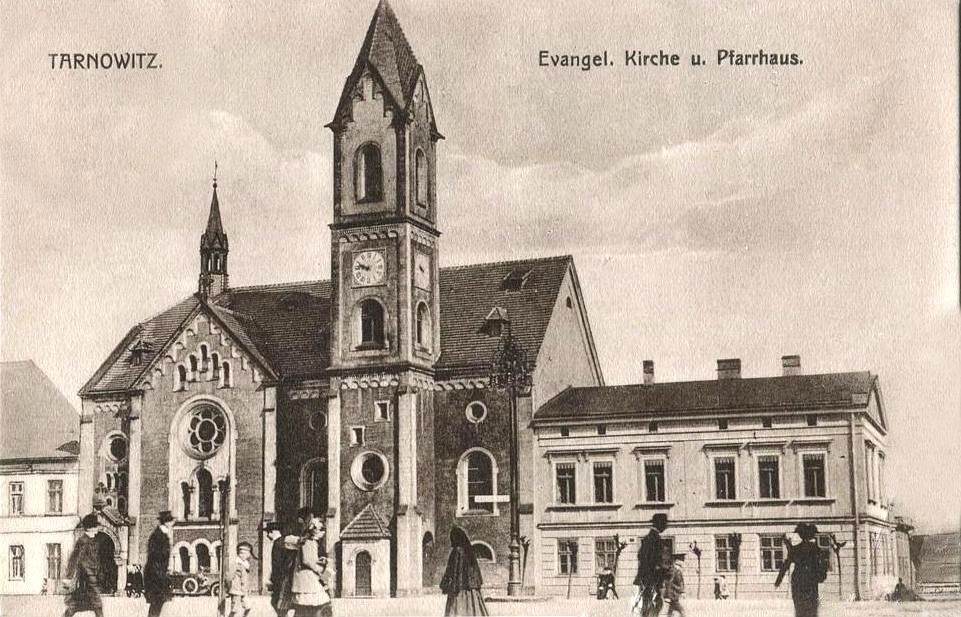
Kościół ewangelicki w Tarnowskich Górach, a po jego prawej stronie budynek plebanii (pocztówka z lat 1914–1919)
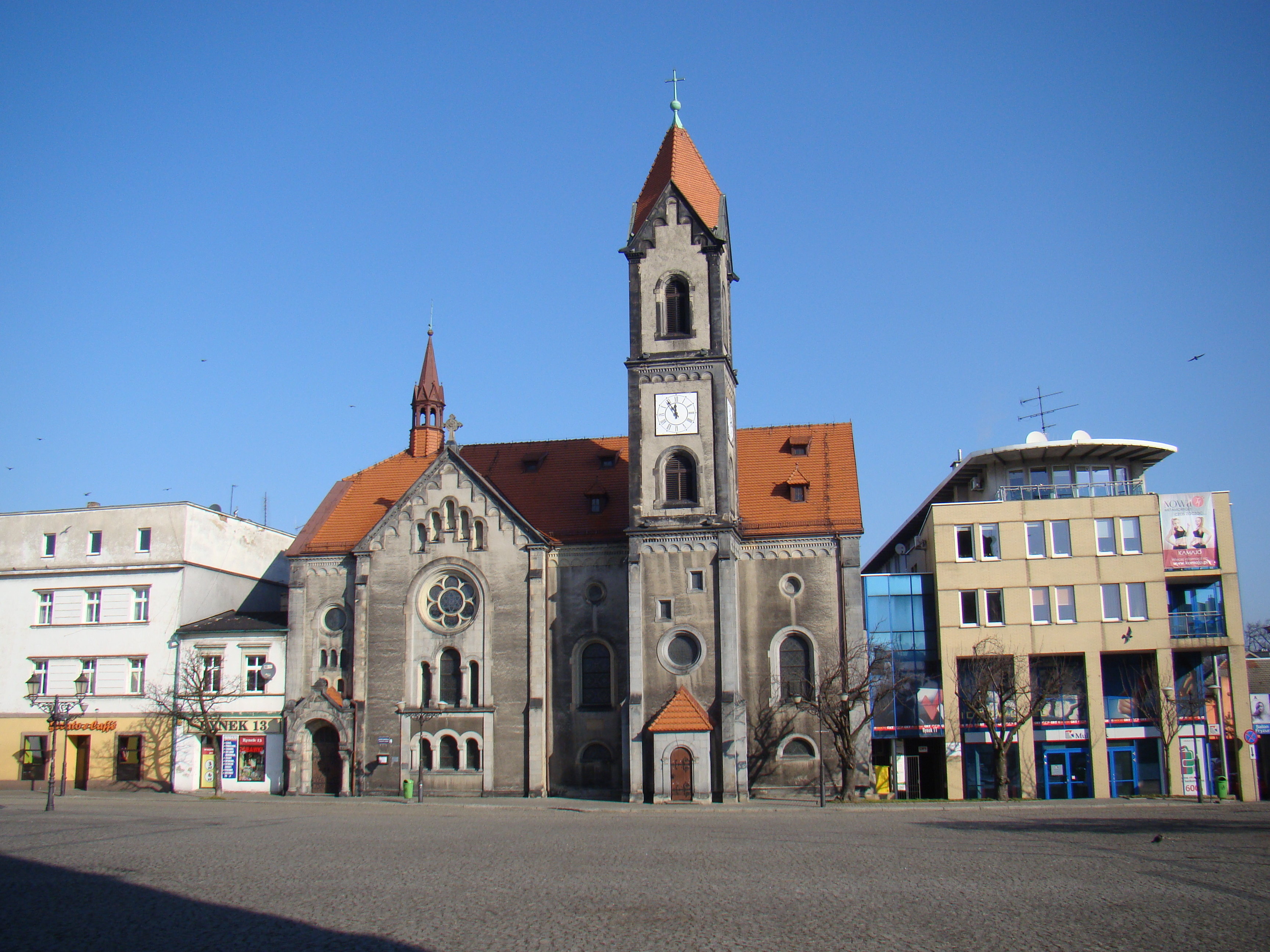
Podobne ujęcie północnej pierzei tarnogórskiego rynku (2014)
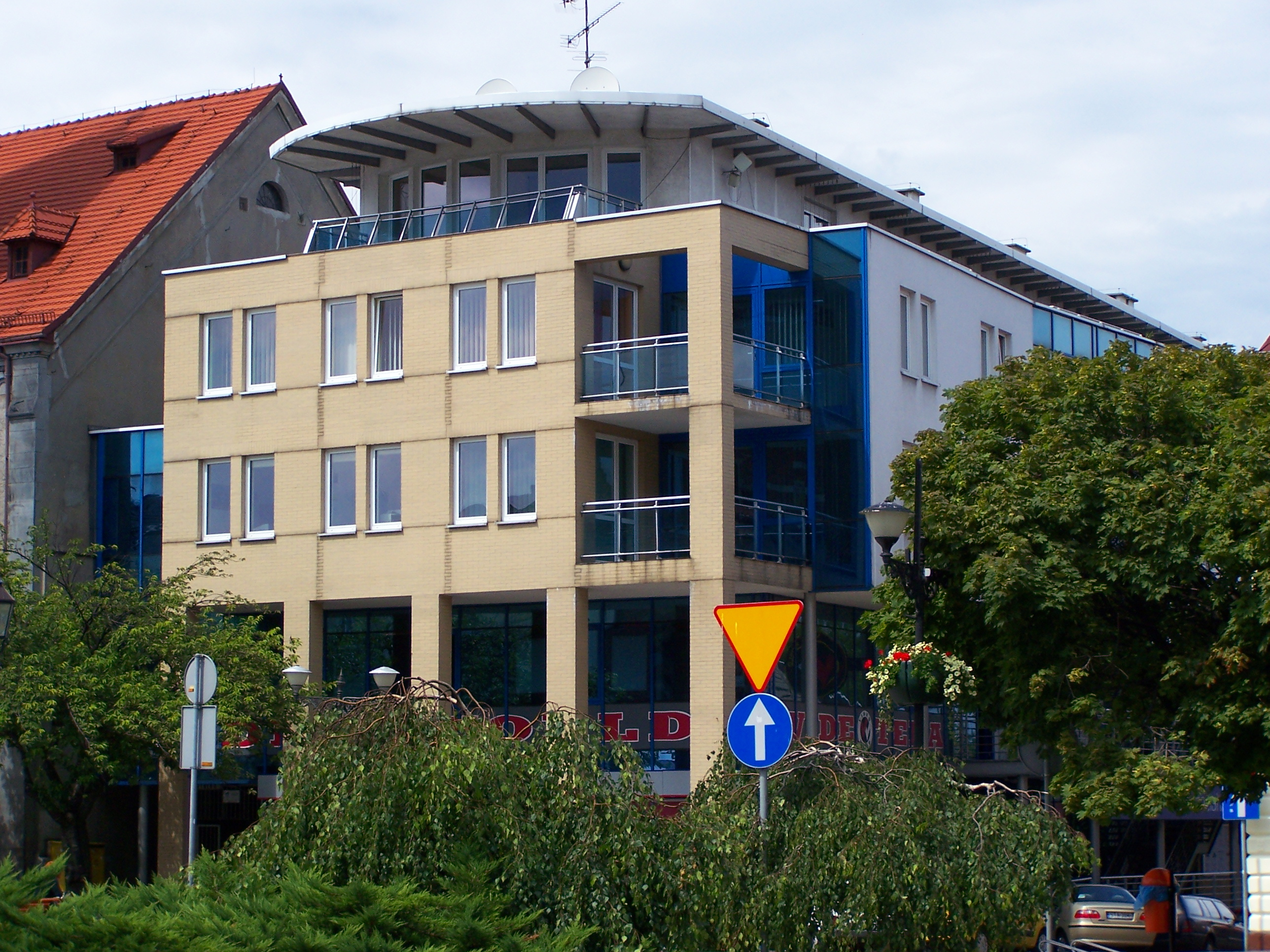
Budynek wzniesiony w miejscu kamienicy (2007)